# Галина (Сиракуза)
Галина (итал. Gallina) је насеље у Италији у округу Сиракуза, региону Сицилија.
Према процени из 2011. у насељу је живело 700 становника. Насеље се налази на надморској висини од 14 м.